# Corazón loco
Corazón loco es una película española de comedia estrenada en 1997, dirigida por Antonio del Real y protagonizada en los papeles principales por Juanjo Puigcorbé, Cristina Marcos y Joaquim de Almeida.
Por su interpretación en la película, la actriz Cristina Marco consiguió el Premio a la Mejor Actriz en 1998 en el Festival de Cine de comedia de Peñíscola. Asimismo Fernando León de Aranoa y Carlos Asorey fueron premiados por el guion en la misma edición.

## Sinopsis
Félix trabaja como comercial en la inmobiliaria propiedad de su amigo Emilio. Desea a toda costa el ascenso a director comercial, cargo por el cual también lucha Lola, amante de Emilio y con la que Félix se lleva fatal.
A Félix se le complica la vida cuando Emilio, para acabar con las sospechas de su mujer Cecilia, le pide que se haga pasar por novio de Lola.

## Reparto
- Juanjo Puigcorbé como Félix.
- Cristina Marcos como Lola.
- Joaquim de Almeida como Emilio.
- Beatriz Carvajal como Cecilia.
- Anabel Alonso como Nuria.
- Miguel Rellán como Mendigo.
- Beatriz Rico como Yolanda.
- Javier Cámara como Segura.
- Luis Barbero como Anciano.
- Maite Pardo como Anciana.
- Juanjo Artero como Tocólogo.
- Inocencio Arias como Cliente 1.
- Antonio Medina como Compañero 1.
- Pilar Ordóñez como	Chelo.
- José Luis Santos como Guillermo.
- María Elena Flores como Mujer visitante.
- Ángel Alcázar como Luis.
- María Adánez como Enfermera tocólogo.
- Caco Senante como Cantante.